# Laserax
Laserax est un manufacturier québécois de machine de marquage et de nettoyage au laser. L'entreprise de Québec a été fondée en 2010 par Alex Fraser et Xavier Godmaire.

## Historique
Les fondateurs de Laserax, Alex Fraser et Xavier Godmaire, se sont rencontrés à l'Université Laval. Le premier produit de l'entreprise, fondée en 2010, utilise la technologie laser pour la découpe de couche pour bébé ou d'incontinence,.
En 2015, l'entreprise se redéfinit, après avoir été contactée par des alumineries québécoises, Laserax se lance dans le marquage de métal au laser. Cette application permet aux producteurs d'aluminium d'améliorer la traçabilité de leurs produits.

## Produits
Laserax offre des solutions de marquage et de nettoyage laser de classe 1.

## Support et investissement
Laserax a obtenu le support du Centre d'optique, photonique et laser (COPL) et de la Société de valorisation de la recherche (SOVAR), et des investissements d'Investissement Québec, Desjardins Capital et du Fonds Innovexport.

## Reconnaissances
- 2017 : Prix Innovation — Jeune entreprise de l'Association pour le développement de la recherche et de l'innovation du Québec (ADRIQ)[3]